# Solarpark Quaid-e-Azam
Der Solarpark Quaid-e-Azam ist eine in Bau befindliche Photovoltaik-Freiflächenanlage nahe der pakistanischen Stadt Bahawalpur. Er liegt in einem Wüstengebiet in der Provinz Punjab und ist nach Muhammad Ali Jinnah benannt, der als Gründer des Staates Pakistan gilt und dort als Qaid-e Azam (قائد اعظم „Größter Führer“) geehrt wird.
Im April 2015 wurde die erste Ausbaustufe mit 100 MW in Betrieb genommen. Die Bausumme betrug 131 Mio. US-Dollar. Eröffnet wurde die Anlage vom Ministerpräsidenten Pakistans, Nawaz Sharif, sowie dem chinesischen Staatspräsidenten Xi Jinping. Zum Einsatz kamen Solarzellen aus polykristallinem Silizium. Weitere 300 MW gingen im Juni 2016 ans Netz.
Geplant war es, die Anlage auf eine Peakleistung von 1 GW auszubauen. Die noch ausstehenden restlichen 600 MW sollten 2016[veraltet] installiert werden.